# Missourská botanická zahrada
Missourská botanická zahrada (angl. Missouri Botanical Garden) je botanická zahrada v St. Louis ve státě Missouri. Je také neformálně známá jako Shawova zahrada podle zakladatele a filantropa Henryho Shawa. Její herbář s více než 6,6 miliony exemplářů je druhý největší v Severní Americe, hned po herbáři newyorské botanické zahrady. Kód Index Herbariorum přidělený herbáři je MO a používá se při citování umístěných exemplářů.